# Hlavatice (rozhledna)

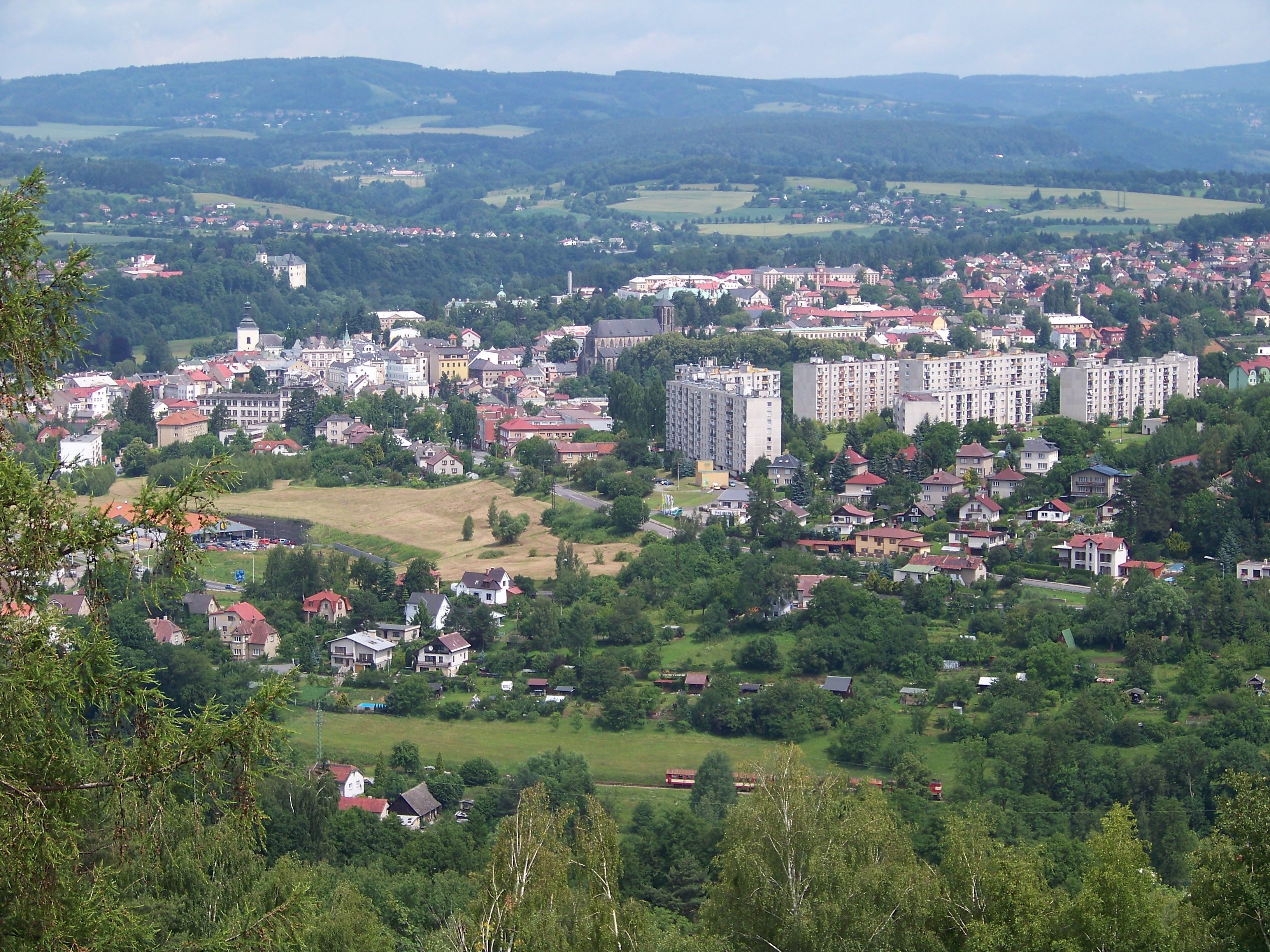
Turnov z rozhledny Hlavatice

Hlavatice je vyhlídkové místo na okraji skalního města u Hrubé Skály. Jedná se o pískovcový skalní blok, na který vede točité železné schodiště které bylo postaveno 1909 odborem KČT Turnov za 1 000 K. Vede na něj 36 schodů, nahoře jsou ještě 2 schody z pískovce. Rozhledna se nachází v katastrálním území Mašov u Turnova poblíž červené turistické značky 2 km jižně od centra města Turnov, přičemž leží na území CHKO Český ráj.